# هری اس مورگان
هری اس مورگان (انگلیسی: Harry S. Morgan؛ زاده ۲۹ اوت ۱۹۴۵ درگذشته ۳۰ آوریل ۲۰۱۱) یک بازیگر پورنوگرافی اهل آلمان بود.